# Franse kampioenschappen mountainbike

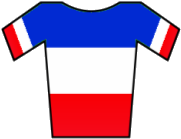
Franse kampioenstrui

De Franse kampioenschappen mountainbike worden gehouden sinds 1992. In onderstaand overzicht zijn alleen de kampioenen bij de senioren (elite) meegenomen.

## Mannen

### Cross Country
| Jaar | Goud                      | Zilver                 | Brons                  |
| ---- | ------------------------- | ---------------------- | ---------------------- |
| 2020 | Jordan Sarrou             | Titouan Carod          | Thomas Griot           |
| 2019 | Victor Koretzky           | Jordan Sarrou          | Titouan Carod          |
| 2018 | Titouan Carod             | Victor Koretzky        | Maxime Marotte         |
| 2017 | Maxime Marotte            | Titouan Carod          | Stéphane Tempier       |
| 2016 | Julien Absalon            | Maxime Marotte         | Stéphane Tempier       |
| 2015 | Julien Absalon            | Maxime Marotte         | Jordan Sarrou          |
| 2014 | Julien Absalon            | Hugo Drechou           | Stéphane Tempier       |
| 2013 | Julien Absalon            | Miguel Martinez        | Maxime Marotte         |
| 2012 | Julien Absalon            | Stéphane Tempier       | Maxime Marotte         |
| 2011 | Julien Absalon            | Maxime Marotte         | Stéphane Tempier       |
| 2010 | Julien Absalon            | Maxime Marotte         | Stéphane Tempier       |
| 2009 | Julien Absalon            | Jean-Christophe Peraud | Cédric Ravanel         |
| 2008 | Julien Absalon            | Jean-Christophe Peraud | Cédric Ravanel         |
| 2007 | Julien Absalon            | Cédric Ravanel         | Jean-Christophe Peraud |
| 2006 | Julien Absalon            | Cédric Ravanel         | Pierre Lebreton        |
| 2005 | Julien Absalon            | Jean-Christophe Peraud | Peter Pouly            |
| 2004 | Julien Absalon            | Peter Pouly            | Cédric Ravanel         |
| 2003 | Julien Absalon            | Miguel Martinez        | Jean-Christophe Peraud |
| 2002 | Christophe Dupouey        | Jérôme Chiotti         | Jean-Christophe Peraud |
| 2001 | Jérôme Chiotti            | Jean-Christophe Peraud | Cyrille Bonnand        |
| 2000 | Thomas Dietsch            | Gaël Perry             | Frédéric Frech         |
| 1999 | Jérôme Chiotti            | Miguel Martinez        | Fabrice Julien         |
| 1998 | Christophe Dupouey        |                        |                        |
| 1997 | Cyrille Bonnand           | Miguel Martinez        | Ludovic Dubau          |
| 1996 | Miguel Martinez           |                        |                        |
| 1995 | Jean-Christophe Savignoni |                        |                        |
| 1994 | Ludovic Dubau             |                        |                        |
| 1993 | Christian Loew            |                        |                        |
| 1992 | Bruno Lebras              |                        |                        |

### Marathon
| Jaar | Goud             | Zilver                 | Brons                 |
| ---- | ---------------- | ---------------------- | --------------------- |
| 2020 | Hugo Drechou     | Joshua Dubau           | Thomas Champion       |
| 2019 |                  |                        |                       |
| 2018 | Emeric Turcat    | Alexis Paris           | Arnold Jeannesson     |
| 2017 | Miguel Martinez  | Antonin Marécaille     | Emeric Turcat         |
| 2016 | Frédéric Gombert | Rémi Laffont           | Alexis Chenevier      |
| 2015 |                  |                        |                       |
| 2014 | Thomas Dietsch   | Maxime Marotte         | Stephane Tempier      |
| 2013 | Thomas Dietsch   | Guillaume Bonnafond    | Florent Pelizzari     |
| 2012 |                  |                        |                       |
| 2011 | Thomas Dietsch   | Gregory Pascal         | Arnaud Grosjean       |
| 2010 | Maxime Marotte   | François Bailly-Maitre | Paul Remy             |
| 2009 | Thomas Dietsch   | Frederic Frech         | Pierre-Yves Facomprez |
| 2008 | Thomas Dietsch   |                        |                       |
| 2007 |                  |                        |                       |
| 2006 | Thomas Dietsch   |                        |                       |

### Downhill
| Jaar | Goud                   | Zilver            | Brons             |
| ---- | ---------------------- | ----------------- | ----------------- |
| 2013 | Loic Bruni             | Rémy Thirion      | Florent Payet     |
| 2012 | Pierre-Charles Georges | Cyrille Kurtz     | Patrick Thome     |
| 2011 | Mickael Pascal         | Damien Spagnolo   | Rémi Thirion      |
| 2010 | Romain Paulhan         | Damien Spagnolo   | Mickael Pascal    |
| 2009 | Fabien Barel           | Mickael Pascal    | Fabien Pedemanaud |
| 2008 | Mickael Pascal         | Julien Camellini  | Florent Payet     |
| 2007 | Fabien Barel           | Fabien Pedemanaud | Damien Spagnolo   |
| 2006 | Fabien Barel           | Mickael Pascal    | Julien Camellini  |
| 2005 | Fabien Barel           | Maxime Remy       | Yoann Barelli     |
| 2004 | Yoann Barelli          | Florent Payet     | Vincent Saut      |
| 2003 | Cyril Lagneau          | Mickael Deldycke  | Fréderic Midey    |
| 2002 | Fabien Barel           | Cyril Lagneau     | Julien Camellini  |
| 2001 | Nicolas Vouilloz       | Cédric Gracia     | Karim Amour       |
| 2000 | Philippe Keller        | Matthieu Prost    | Stéphane Jany     |
| 1999 | Nicolas Vouilloz       | Michael Pascal    | Franck Parolin    |
| 1998 | Cédric Gracia          |                   |                   |
| 1997 | Nicolas Vouilloz       |                   |                   |
| 1996 | Nicolas Vouilloz       |                   |                   |
| 1995 | Cédric Gracia          |                   |                   |
| 1994 | Nicolas Vouilloz       |                   |                   |

## Vrouwen

### Cross Country
| Jaar | Goud                   | Zilver                 | Brons                    |
| ---- | ---------------------- | ---------------------- | ------------------------ |
| 2020 | Lena Gérault           | Loana Lecomte          | Pauline Ferrand-Prevot   |
| 2019 | Pauline Ferrand-Prevot | Lucie Urruty           | Julie Bresset            |
| 2018 | Pauline Ferrand-Prevot | Lucie Urruty           | Julie Bresset            |
| 2017 | Pauline Ferrand-Prevot | Sabrina Enaux          | Lucie Urruty             |
| 2016 | Pauline Ferrand-Prevot | Sabrina Enaux          | Estelle Boudot           |
| 2015 | Pauline Ferrand-Prevot | Perrine Clauzel        | Margot Moschetti         |
| 2014 | Pauline Ferrand-Prevot | Margot Moschetti       | Laura Metzler            |
| 2013 | Julie Bresset          | Pauline Ferrand-Prevot | Sabrina Enaux            |
| 2012 | Julie Bresset          | Lucie Chainel          | Sabrina Enaux            |
| 2011 | Julie Bresset          | Sabrina Enaux          | Laura Metzler            |
| 2010 | Julie Bresset          | Laura Metzler          | Cécile Ravanel           |
| 2009 | Cécile Ravanel         | Sabrina Enaux          | Caroline Mani            |
| 2008 | Cécile Ravanel         | Laura Metzler          | Hélène Marcouyre         |
| 2007 | Laurence Leboucher     | Sabrina Enaux          | Christel Ferrier-Bruneau |
| 2006 | Laurence Leboucher     | Séverine Hansen        | Sabrina Enaux            |
| 2005 | Séverine Hansen        | Maryline Salvetat      | Sabine Gentieu           |
| 2004 | Séverine Hansen        | Sabrina Enaux          | Sabine Gentieu           |
| 2003 | Séverine Hansen        | Marion Thevenet        | Virginie Souchon         |
| 2002 | Laurence Leboucher     | Marion Thevenet        | Séverine Hansen          |
| 2001 | Virginie Souchon       | Sabrina Enaux          | Sonia Clolus             |
| 2000 | Laurence Leboucher     | Sophie Villeneuve      | Sandra Temporelli        |
| 1999 | Laurence Leboucher     | Sophie Villeneuve      | Sandra Temporelli        |
| 1998 | Laurence Leboucher     | Sophie Villeneuve      | Sandra Temporelli        |
| 1997 | Sandra Temporelli      | Sophie Eglin-Hosotte   | Sophie Villeneuve        |
| 1996 | Laurence Leboucher     | Sandra Temporelli      |                          |
| 1995 | Nathalie Fiat          |                        |                          |
| 1994 | Jeannie Longo          |                        |                          |

### Marathon
| Jaar | Goud             | Zilver               | Brons                |
| ---- | ---------------- | -------------------- | -------------------- |
| 2011 | Hélène Marcouyre | Coralie Redelsperger | Daniele Troesch      |
| 2010 | Hélène Marcouyre | Fanny Bourdon        | Coralie Redelsperger |
| 2009 | Daniele Troesch  | Laura Joubert        | Idriel Herveet       |
| 2008 |                  |                      |                      |
| 2007 | Hélène Marcouyre |                      |                      |
| 2006 | Virgine Souchon  |                      |                      |

### Downhill
| Jaar | Goud                   | Zilver              | Brons                 |
| ---- | ---------------------- | ------------------- | --------------------- |
| 2013 | Floriane Pugin         | Myriam Nicole       | Emmeline Ragot        |
| 2012 | Emmeline Ragot         | Morgane Charre      | Myriam Nicole         |
| 2011 | Myriam Nicole          | Emmeline Ragot      | Sabrina Jonnier       |
| 2010 | Sabrina Jonnier        | Floriane Pugin      | Emmeline Ragot        |
| 2009 | Céline Gros            | Sabrina Jonnier     | Floriane Pugin        |
| 2008 | Emmeline Ragot         | Floriane Pugin      | Sabrina Jonnier       |
| 2007 | Sabrina Jonnier        | Céline Gros         | Anaïs Pajot           |
| 2006 | Emmeline Ragot         | Céline Gros         | Floriane Pugin        |
| 2005 | Anne-Caroline Chausson | Nolvenn Le Caer     | Emmeline Ragot        |
| 2004 | Nolvenn Le Caer        | Audrey Le Corguillé | Estelle Vuillemin     |
| 2003 | Emmeline Ragot         | Nolvenn Le Caer     | Estelle Vuillemin     |
| 2002 | Anne-Caroline Chausson | Sabrina Jonnier     | Emmeline Ragot        |
| 2001 | Céline Gros            | Nolvenn Le Caer     | Laëtitia Le Corguillé |
| 2000 | Sabrina Jonnier        | Nolvenn Le Caer     | Céline Gros           |
| 1999 | Anne-Caroline Chausson | Sabrina Jonnier     | Céline Gros           |
| 1998 | Anne-Caroline Chausson |                     |                       |
| 1997 | Anne-Caroline Chausson |                     |                       |
| 1996 | Anne-Caroline Chausson |                     |                       |
| 1995 | Anne-Caroline Chausson |                     |                       |
| 1994 | Anne-Caroline Chausson |                     |                       |

Kampioenschappen:  Olympische Spelen ·
 Wereldkampioenschappen ·
WK marathon ·
 Europese kampioenschappen
 Belgie ·
 Denemarken ·
 Duitsland ·
 Finland ·
 Frankrijk ·
 Groot-Brittannië ·
 Italie ·
 Nederland ·
 Oostenrijk ·
 Polen ·
 Zwitserland
Klassementen:  Wereldbeker ·
 3 Nations Cup
Meerdaagse wedstrijden  Cape Epic ·
 Transalp Challenge ·
 Crocodile Trophy ·
 Belgian Mountainbike Challenge
Eendaagse wedstrijden:  Grand Prix d’Europe ·
 Hondsrug Classic ·
 Roc d'Ardenne ·
 Roc d'Azur ·
 Salzkammergut Trophy ·
 Sea Otter Classic ·
 Stappenbelt MTB Trophy
Strandraces:  De Panne Beach Endurance ·
 Egmond-pier-Egmond ·
 Hoek van Holland-Den Helder
Historisch:  Benelux Cup ·  Belgian MTB Grand Prix ·  MTB Topcompetitie